# Chips Keswick
John Chippendale "Chips" Lindley Keswick, född 2 februari 1940 i London, död 17 april 2024, var en brittisk affärs- och bankman. I juni 2013 efterträdde han Peter Hill-Wood som ordförande för fotbollsklubben Arsenal FC – en post han innehade fram till maj 2020. 
Keswick hade under sin karriär styrelseuppdrag för bland annat Bank of England, De Beers och Hambros Bank. Som medlem av familjen Keswick kontrollerade han det Hongkong-baserade företaget Jardine Matheson.